# Пам'ятки архітектури Сумського району
У Сумському районі Сумської області на обліку перебуває 21 пам'ятка архітектури.
| №  | Назва                                                                                               | Дата спорудження                      | Місце                             |
| -- | --------------------------------------------------------------------------------------------------- | ------------------------------------- | --------------------------------- |
| 1  | Воскресенська церква                                                                                | 1906-1912 (Казанської Божої матері)   | с. Басівка                        |
| 2  | Олександра Невського церква                                                                         | 18-19 ст.                             | с. Битиця                         |
| 3  | Садибний будинок                                                                                    | 19 ст.                                | с. Біловоди                       |
| 4  | Успенська церква                                                                                    | 1812 (іст.).                          | с. Верхня Сироватка               |
| 5  | Церковнопарафіяльна школа                                                                           | 19 ст.                                | с. Вільшанка                      |
| 6  | Палац і парк, друга пол. 19 ст.                                                                     | с-ще. Кияниця                         |                                   |
| 7  | Церква                                                                                              | 19 ст.                                | с. Могриця                        |
| 8  | Богадільня                                                                                          | 1880                                  | с. Нижня Сироватка                |
| 9  | Будинок земської школи, у якій мешкав і працював Грінченко Б. Д. (іст., архіт.)                     |                                       | с. Нижня Сироватка                |
| 10 | Земська школа (другий буд.)                                                                         | 20 ст.                                | Сумський р-н., с. Нижня Сироватка |
| 11 | Тихона Вороніжзького св. церква                                                                     |                                       | с. Нижня Сироватка                |
| 12 | Різдва Богородиці церква                                                                            | 1903                                  | смт. Низи                         |
| 13 | Садиба Кондратьєвих-Суханових (Будинок, в якому мешкав Чайковський П. І.)                           | 1871- 1879 (архіт., іст.).            | смт. Низи                         |
| 14 | Цукровий завод                                                                                      | кін. 19 — поч. 20 ст. (архіт., іст.). | смт. Низи.                        |
| 15 | Садиба Прянишникова                                                                                 | 1890                                  | с. Рогізне                        |
| 16 | Свято-Димитріївська церква                                                                          | 1846                                  | с. Стецьківка                     |
| 17 | Дзвіниця                                                                                            | 18 ст.                                | с. Токарі                         |
| 18 | Садиба графа Камбурлея М.                                                                           | 1790-і рр.                            | смт. Хотінь                       |
| 19 | Садиба Кондратьєвих                                                                                 | 18-19 ст.                             | с. Червоне                        |
| 20 | Будинок церковнопарафіяльної школи, у якій навчались Мамонтов Я. А. та Лисенко М. Г. (архіт., іст.) |                                       | с. Шпилівка                       |
| 21 | Миколи св. церква                                                                                   | 1793-1806                             | с. Юнаківка                       |
|    | |                                       |                                   |